# The Jimmy Timmy Power Hour 3: The Jerkinators
The Jimmy Timmy Power Hour 3: Un cattivo per gioco è un film d'animazione del 2006, diretto da Keith Alcorn e Butch Hartman, prodotto dalla DNA Production. È il terzo ed ultimo capitolo che raggruppa le due serie d'animazione, Due fantagenitori e Le avventure di Jimmy Neutron. È uscito in anteprima negli Stati Uniti d'America il 21 luglio 2006. In Italia è stato trasmesso nel 2009, per la prima volta sul canale Nickelodeon.

## Trama
Jimmy ripara il suo portale interdimensionale e osserva le altre dimensioni tra cui quella di Timmy. Timmy cerca di giocare con Chester ma lui è impegnato a costruire una latrina per suo padre, allora va da A.J. che però si sta ibernando perché è stanco di essere l'unico genio della città così decide di risvegliarsi nel XXIV secolo per trovare persone intelligenti quanto lui. Timmy allora decide di andare a Retroville per trovare Cindy ma, essendo in vacanza, decide di giocare con Jimmy. Timmy propone a Jimmy di andare nella sua dimensione per combattere alcuni nemici di Timmy dove Jimmy diventa Brain Boy; dopo avere sconfitto tutti i nemici del fumetto di Crimson Mentone, i ragazzi si annoiano e decidono di creare un nemico che possa dare loro filo da torcere. Jimmy diventa il migliore amico di Timmy e Chester, sentendosi rifiutato da Timmy, avvisa A.J. (che crede di essere nel futuro) e grazie al portale portatile di Jimmy, tornano a Retrovile seguiti da Chester ed A.J.. Timmy e Jimmy si barricano nel laboratorio ma Cindy, tornata in anticipo a causa di un effetto collaterale della madre con le alghe, non accetta di essere rifiutata e cerca di convincere Timmy e Jimmy a cominciare un'altra guerra per conquistarla ma loro la mandano via; sentendosi disturbati, Timmy e Jimmy tornano a Dimmsdale dove creano "il Cattivone" dopo avere seguito il consiglio di Wanda di renderlo adottabile così avrebbe trovato una nuova casa dopo che i ragazzi avessero finito di giocarci. Timmy scrive per sbaglio "adattabile" e non adottabile; Timmy e Jimmy si accorgono che si sono dimenticati di renderlo malvagio così, con una scusa, si sbarazzano di lui e decidono di creare un altro Cattivone. Il Cattivone si intristisce e, con l'abilità dell'adattabilità, sostituisce "tristezza" con "rabbia" e cerca di distruggere veramente Timmy e Jimmy. Il Cattivone ruba l'intelligenza di Jimmy e i poteri magici di Cosmo e Wanda; Cindy, Libby, Carl, Shin, A.J. (dopo aver capito di non avere mai lasciato il XXI secolo), Chester, Cosmo e Wanda si rifiutano di aiutare Timmy e Jimmy e il Cattivone li porta nella sua dimensione natale dove porta anche tutti gli abitanti di Dimmsdale e Retroville e lascia agli amici rifiutati un portale per la sua dimensione per scappare dalle dimensioni ormai quasi distrutte. Cindy cerca di convincere il Cattivone a non distruggere le loro dimensioni ma senza successo. Timmy, Jimmy e i loro amici capiscono che se vogliono sconfiggere il Cattivone devono renderlo vulnerabile facendogli perdere tutte le sue armi, la sua statura e la magia. Cosmo e Wanda, così, riacquistano i loro poteri, Jimmy riacquista la sua intelligenza e il Cattivone diventa il proprietario di una pizzeria.

## Curiosità
- Quando Jimmy è alla guida del Monster Truck, dice "sono un camionsauro Rex". La parola "Camionsauro Rex" viene detta anche in un episodio de I Simpson.
- Il portatile di Jimmy, dove viene "assemblato" il cattivone, ha come simbolo una pera. Lo stesso stemma appare sui portatili delle serie ICarly, Drake & Josh, Victorious e Zoey 101. È un riferimento alla reale marca Apple che ha una mela come simbolo.